# 聂拉木巨蟹蛛
聂拉木巨蟹蛛（学名：Heteropoda nyalamus）为巨蟹蛛科巨蟹蛛属的动物。在中国大陆，分布于西藏等地，多见于庭院墙壁以及公路大桥石壁的缝隙。该物种的模式产地在西藏。